# 하코다테 라이너
하코다테 라이너(일본어: はこだてライナー 하코다테 라이나[*])는 홋카이도여객철도(JR 홋카이도)가 하코다테 본선의 하코다테역 ~ 신하코다테호쿠토역 간에 운행하는 보통 및 쾌속열차의 명칭이다.

## 개요
2016년 3월 26일, 홋카이도 신칸센의 신아오모리역 ~ 신하코다테호쿠토역 구간이 개업함에 따라 하코다테역과 신하코다테호쿠토역을 잇는 '신칸센 엑세스(연락) 열차'로 운행을 시작했다.

### 열차명
2014년 11월 20일부터 12월 22일까지 일반 공모를 한 후에 결정되었다. 선정 이유로는 공모 순위 1위인 것과 목적지인 '하코다테'와 '라이너'를 합친 명칭이며, 친절하고 알기 쉽게 함이 이유이다.

## 개황
하코다테역 ~ 신하코다테호쿠토역 사이를 운행하는 정기열차로, 16왕복 32편으로 설정되어 있으며, 아침의 상행 시발 열차와 심야의 하행 마지막 열차를 제외한 모든 열차가 신칸센 하야부사, 하야테와 연결된다. 그 중 하행 6편, 상행 7편은 쾌속열차로 운행된다. 단, 골든 위크 등 사람이 많이 몰리는 기간에는 임시 쾌속열차가 최대 3왕복 증편된다(홋카이도 신칸센 개업 직후 때도 그랬다).

## 정차역
하코다테역 ~ 고료카쿠역 ~ (기쿄역 ~ 오나카야마역 ~ 나나에역) ~ 신하코다테호쿠토역
- ( ) 표기한 역은 보통열차만 정차하는 역.

### 보도 발표 자료

#### JR 홋카이도
1. 1 2  “平成28년 3월 ダイヤ改正について” (PDF) (보도 자료). 홋카이도여객철도. 2015년 12월 18일. 2015년 12월 18일에 원본 문서 (PDF)에서 보존된 문서. 2015년 12월 18일에 확인함.
2. ↑  “新函館北斗〜函館間アクセス列車の愛称名の決定について” (PDF) (보도 자료). 홋카이도여객철도. 2015년 2월 12일. 2015년 2월 12일에 원본 문서 (PDF)에서 보존된 문서. 2015년 2월 12일에 확인함.

## 같이 보기
- 홋카이도 신칸센

1. ↑  時刻表（北海道・東北新幹線、特急スーパー北斗/北斗、はこだてライナー）(시간표(홋카이도 · 도호쿠 신칸센, 특급 슈퍼 호쿠토/호쿠토, 하코다테 라이너)) 보관됨 2016-03-22 - 웨이백 머신 - JR 홋카이도 · 홋카이도 신칸센 스페셜 홈페이지